# Långmyrtjärnen (Bollnäs socken, Hälsingland)
Långmyrtjärnen är en sjö i Bollnäs kommun i Hälsingland och ingår i Ljusnans huvudavrinningsområde.